# Rodrigo Bravo
Rodrigo Andrés Bravo Garrido es un Oficial del Ejército de Chile nacido el 2 de mayo de 1976 en la ciudad de Santiago de Chile. Se especializó como Piloto Militar y actualmente trabaja en la Brigada de Aviación del Ejército, en la ciudad de Punta Arenas.
Es conocido por ser el primer militar en servicio activo en Chile que realizó estudios formales y abrió el debate acerca del fenómeno de los ovnis en el mundo aeronáutico de su país.

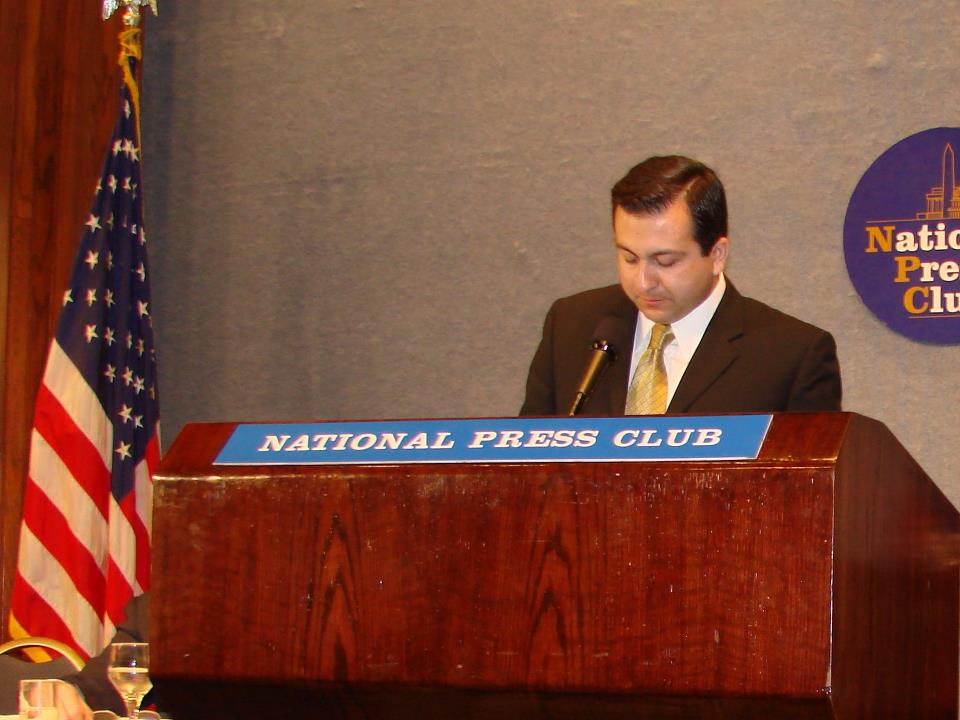
Conferencia en la National Press Club, Washington 2007

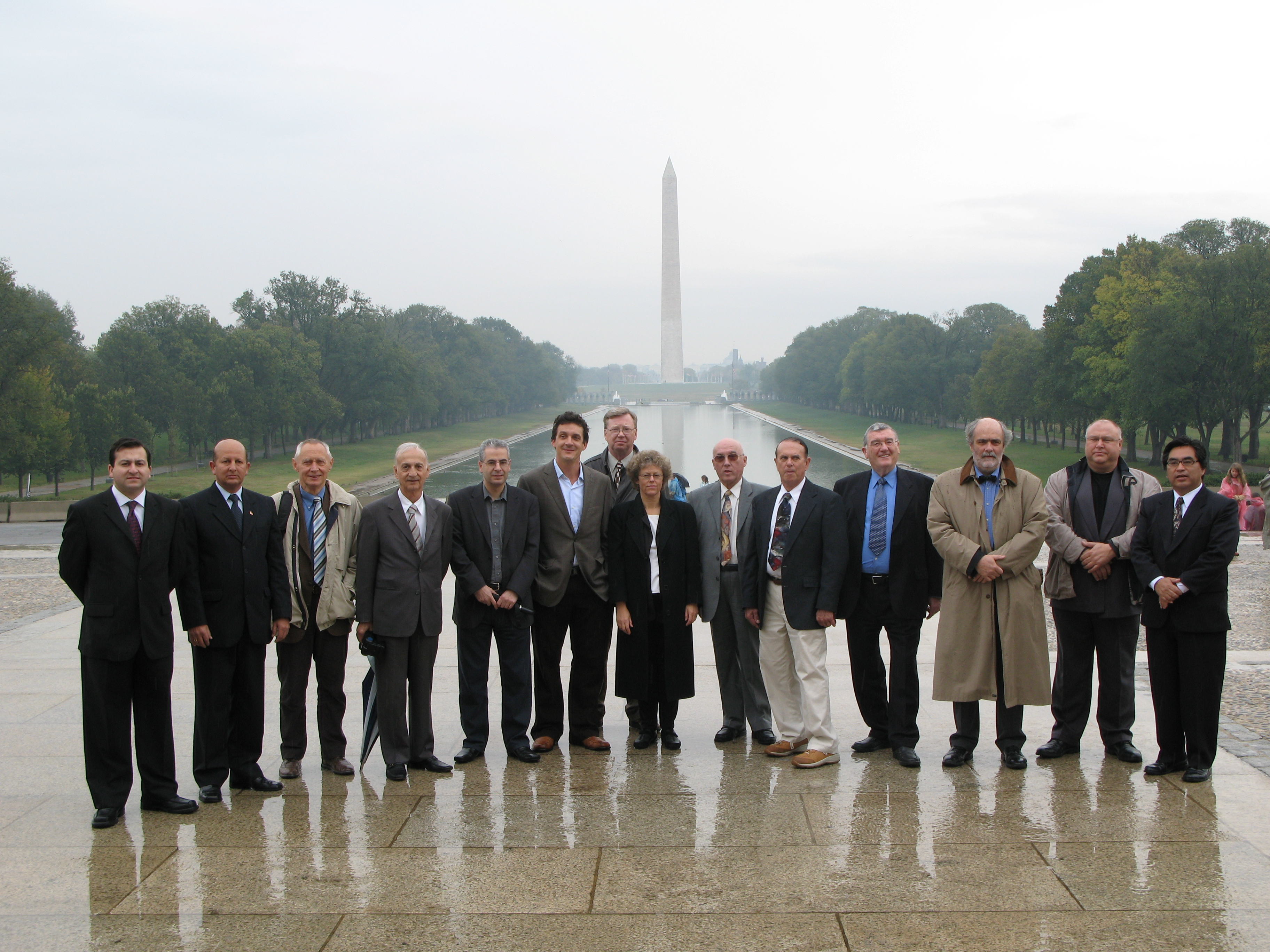
Participantes de la Conferencia, Washington 2007

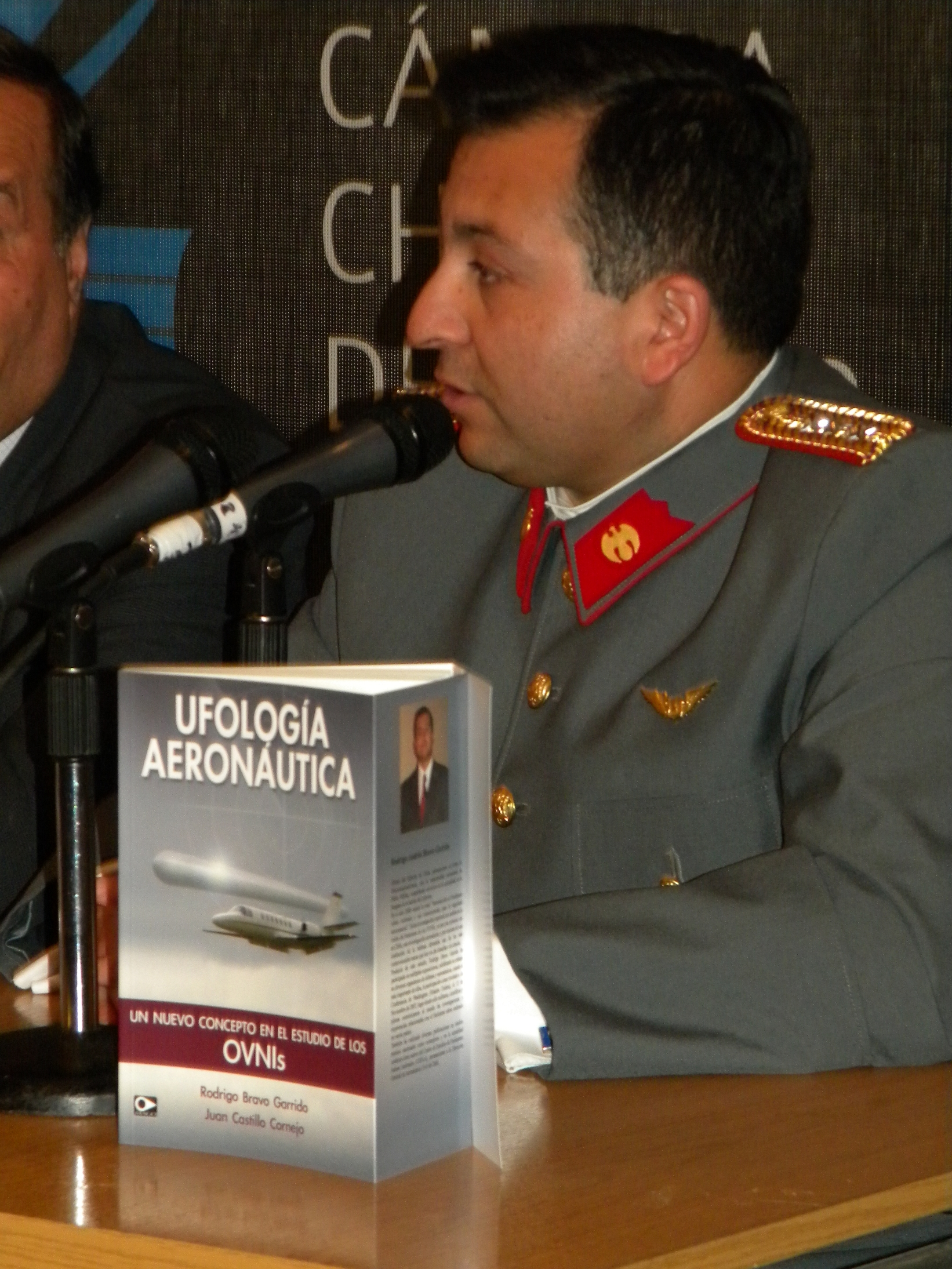
Lanzamiento del Libro Ufología Aeronáutica en la Feria del Libro de Santiago, noviembre de 2010

## Carrera profesional
Rodrigo Bravo egresó de la Escuela Militar el año 1996 como Oficial del Arma de Telecomunicaciones en el Ejército de Chile.
Su primer lugar de trabajo fue la ciudad de Coyhaique (XI Región, Chile), para posteriormente ingresar el año 2000 a la Aviación de Ejército en la ciudad de Rancagua (VI Región, Chile).
Durante el año 2000 en el curso de Piloto Militar se le designó como tema de tesis para egreso “Introducción al Fenómeno Ovni y Consideraciones para la Seguridad Aérea”. Para la realización de este trabajo contó con el apoyo de investigadores chilenos y principalmente del CEFAA (Comité de Estudios de Fenómenos Aéreos Anómalos, perteneciente a la Dirección General de Aeronáutica Civil de Chile).
Ya trabajando como Piloto Militar en la Aviación de Ejército con el grado de Teniente, el año 2002 es invitado a colaborar al CEFAA, continuando sus estudios e investigaciones del fenómeno ovni.
El año 2004 fue enviado como Piloto de Ejército a la ciudad de Punta Arenas (XII Región, Chile) donde cumplió funciones hasta el año 2008.
El 12 de noviembre de 2007 con el grado de Capitán de Ejército, participó como expositor en la conferencia realizada en el National Press Club de Washington junto a otros pilotos, científicos y miembros de las fuerzas armadas del mundo. Esta conferencia fue organizada por la CFI (Coalition for Freedom of Information) cuya directora es la periodista norteamericana Leslie Kean. El productor de esta conferencia fue James Fox, quien posteriormente crea el documental “I know what I saw”.
En diciembre del año 2009 es designado como representante del Ejército de Chile para integrar el CEFAA.
En noviembre del año 2010, publica el libro “Ufología Aeronáutica”, un nuevo concepto en el estudio de los ovnis, el cual posteriormente es reeditado y traducido al portugués para ser presentado en Brasil en febrero del año 2012.
https://drive.google.com/file/d/0B7LJxhL643MkM3g4RlZ1dHhFV2M/edit
En mayo del año 2018, publica "Los Extraterrestres han Muerto" (Tomo I), un libro que hace un interesante estudio histórico y sociológico, sobre la influencia de la hipótesis extraterrestre dentro del fenómeno de los ovnis. 
https://drive.google.com/file/d/1mVfubJapNWCpDW706msUkw9QbLWDO3AD/view?ts=5e7155ad
En la actualidad junto con sus actividades profesionales, se desempeña como piloto militar en el extremo austral de Chile y continúa con sus investigaciones en materia ufológica, apegado al pensamiento crítico.